# ザ・ハーシー・カンパニー

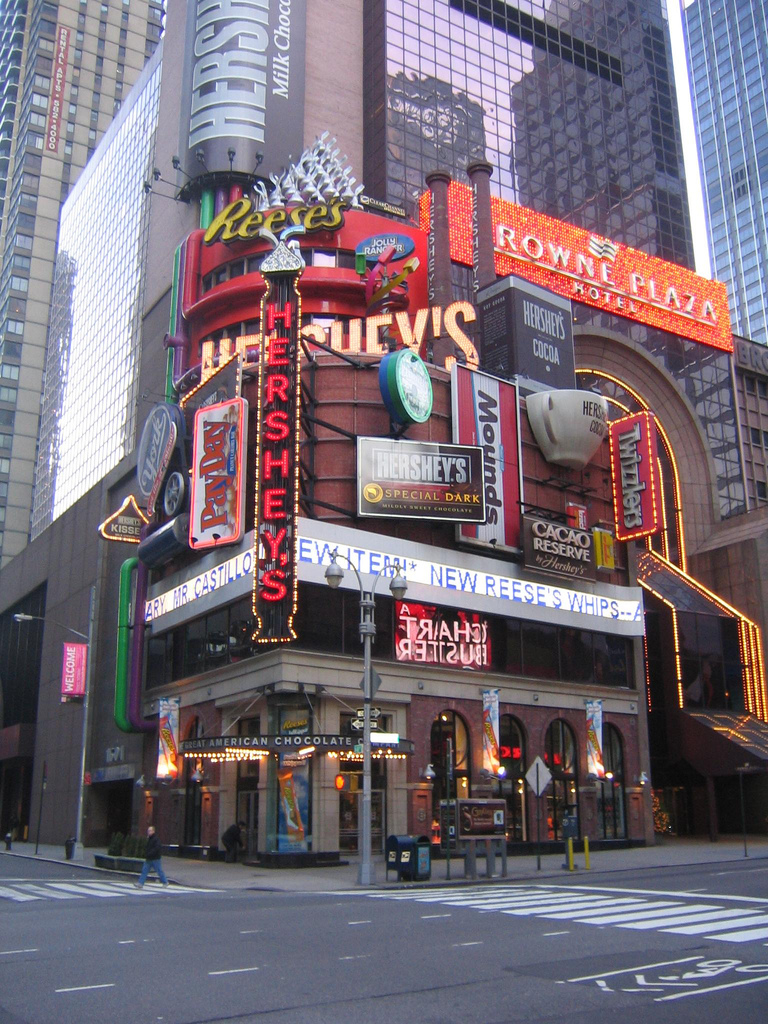
ハーシーズ・タイムズスクエア

ザ・ハーシー・カンパニー（The Hershey Company, NYSE:HSY）、前ハーシー・フーズ・コーポレーション（2005年4月に社名変更）は、通例ハーシーズ (Hershey's) と呼ばれるアメリカ合衆国で最大手のチョコレート製造会社である。本部は、ココアの香りが街中に漂うハーシーズ・チョコレートワールドがあるペンシルベニア州のハーシーに置かれている。同社は1894年にミルトン・S・ハーシーが、当時の彼が経営するランカスター・キャラメル社の子会社、ハーシー・チョコレート社として創立した。日本では1989年7月に東京都港区南青山に現地法人であるハーシージャパンが設立されている。今やハーシー社の菓子製品は世界中で販売されている。
ハーシー社はアメリカ合衆国において最も古いチョコレート菓子会社の一つであり、また同社が製造するチョコレートバーはアメリカの象徴である。現在、ハーシー社は他にも多くの菓子製造会社を所有しており、チョコレートをテーマとしたアミューズメント施設であるハーシーパークや、アイスホッケーチームのハーシーベアーズ、ハーシーパーク・スタジアム、ジャイアント・センターを経営するハーシー・エンターテインメント・アンド・リゾート社とも提携している。

## 沿革

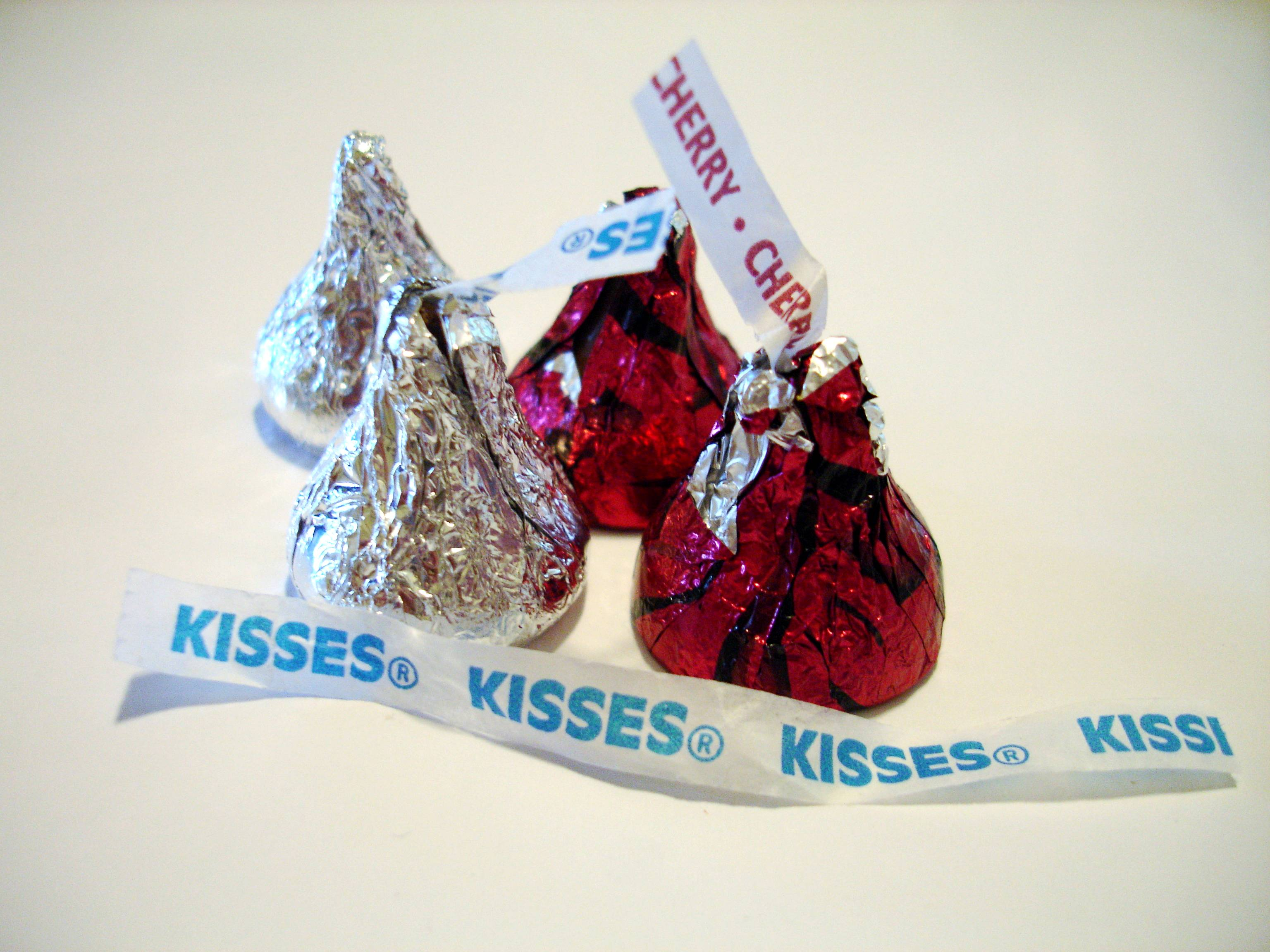
ハーシーキス

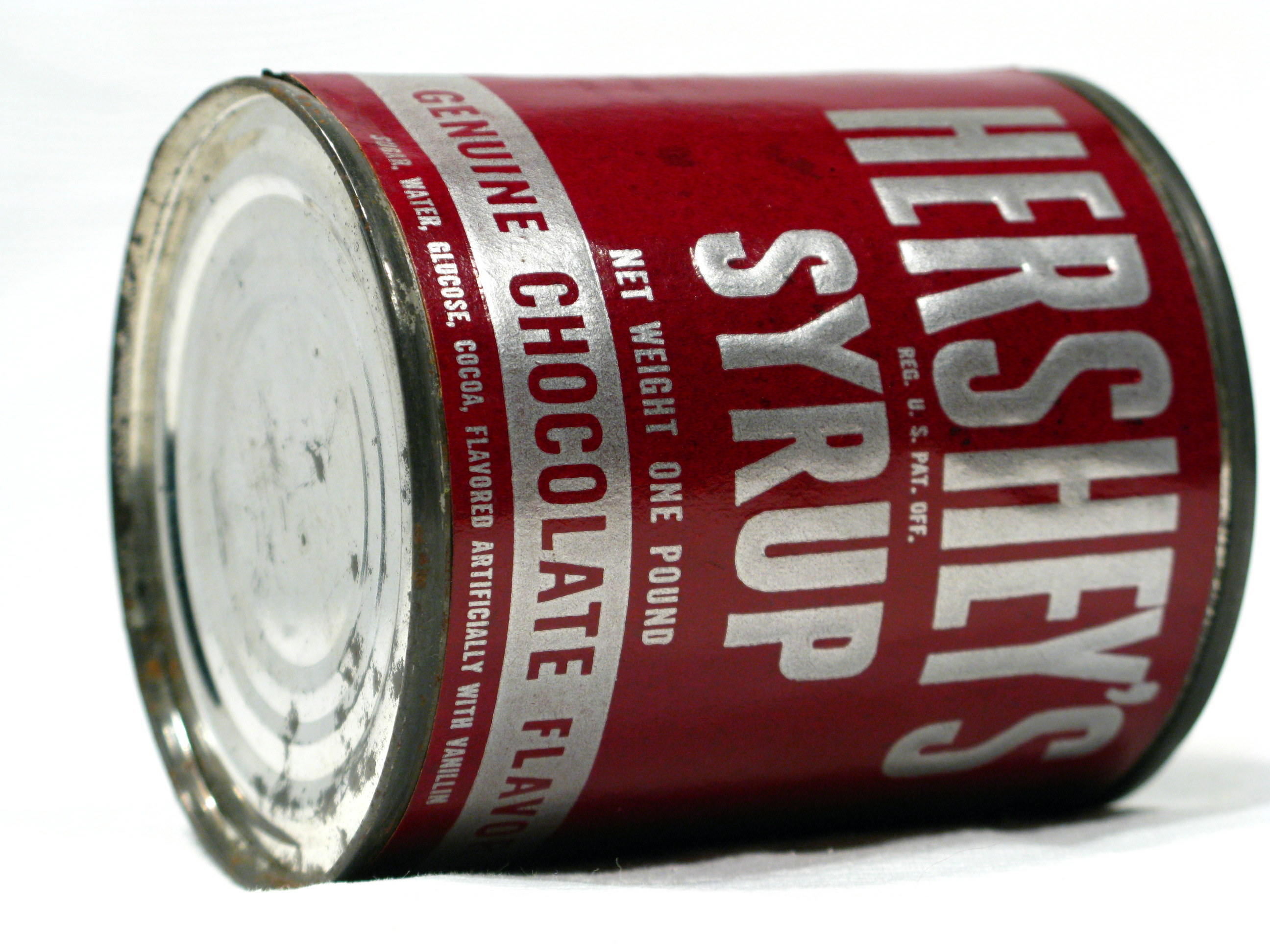
ハーシーズシロップ

創立者のミルトン・スネーベリー・ハーシーは、1876年に菓子職人の見習いを修了しフィラデルフィアに菓子店を設立したが、6年後に倒産。その後ニューヨークで菓子製造を行うもうまくいかず、ペンシルベニア州に戻ってランカスター・キャラメル社を設立、新鮮なミルクをふんだんに使用したキャラメルを製造・販売すると、これが大成功を収めた。1900年、会社は100万ドル（現在の価値に換算しておよそ2200万ドルに相当）を売り上げ、それからチョコレート製造に着手し始めた。
1903年、ハーシーはペンシルベニア州に大規模なチョコレート施設の建設を始めた。この施設で製造されたミルクチョコレートバーが成功となり、それから同社は急速に成長していった。1907年にハーシーは、底が平らで円錐型をした小さなチョコレートを披露、商品名を「ハーシーキス (Hershey's Kisses)」と名付けた。当初この小さなチョコレートは一つ一つ四角いホイルで手作業による包装が施されていたが、1921年に機械包装が導入され、真のハーシーズ製品であることを示す小さな紙製のリボンが包装の上部に加えられるようになった。同製品はこの3年後に商標登録され、ハーシー社で製造された製品の中で最も成功し名の知れた製品となった。他に製造された同社製品として、ミスター・グッドバー（1925年）、ハーシーズ・シロップ（1926年）、チョコレートチップス（1928年）、クラッケルバー（1938年）が含まれる。
1940年、産業別組合会議 (CIO) 労働組合を打ち負かして2年後の後、アメリカ労働総同盟の支部が、地方の最初の支部長となったジョン・シーラーの指導権の下にハーシー社の労働者を首尾よく組織した。現在、パン製作者・菓子製造業者・タバコ製造業者・穀類製粉業者の地方組合員番号464番はハーシー社の労働者を表しており、そうした組合員自体を「チョコレート労働者」などと呼称するも、他の産業における地方労働者をもうまく組織してきている。
ペンシルベニア州ハーシーの外部に置かれる最初のチョコレート製造施設が1963年6月15日にカナダのオンタリオ州スミス・フォールズに開設された。また1965年5月22日にはカリフォルニア州オークデールにも別のチョコレート工場が開設し、185,000平方メートル（200万平方フィート）の製造スペースを誇るその施設は、世界で最も大きいチョコレート工場となった。これらはハーシー社の主要な工場であり、カナダのオンタリオ州スミスフォールズにある施設では工場内ツアーも開催されている。ツアーはペンシルベニア州の工場内でも実施されていたが、現在は催されていない。
ハーシー社のチョコレート製品は、同社の幅広い流通網のため、アメリカ合衆国中で入手できる。同社は最新科学と労働経営システムを結集した全3か所の巨大流通センターを有している。
日本ではハーシージャパンが設立される以前においては、個別の商品ジャンルで不二家、雪印などと提携しライセンス製造、販売を行っていたが、今はロッテがその中心である。また、ハーシージャパンは輸入品の日本での販売を行う。

## チョコレート製品
今日において、多くのハーシー社製品はヨーロッパの伝統的なレシピを使用しておらず、大量生産に向くよう、より少ないココアと多くの糖類を混合しているため、日本国内で流通している一般的な国産チョコレートと比べるとかなり甘みが強い。ヨーロッパ諸国でもハーシー社の製品は販売されているもののどの国においても優位を占めていない。
1988年、ハーシー社はアメリカ合衆国内において、キャドバリー・シュウェップス社製品の多くのライセンス製造と配給権を獲得した。その後キャドバリー・クリームエッグが合衆国内で販売されたが、それらはハーシー社が直接イギリスのキャドバリー社から輸入したものであった。
2005年7月、ハーシー社はカリフォルニア州バークレーを拠点とするチョコレート小売メーカー、シャーフェンベーガー・チョコレートメーカー社の買収を発表した。
またアメリカ軍が採用しているアメリカ軍用チョコレートの製造も担っている。

### 書籍
- ジョエル・グレン・ブレナー「The Emperors of Chocolate: Inside the Secret World of Hershey & Mars」（2000年）　Broadway Books. ISBN 0-7679-0457-5

### ウェブサイト
- リファレンス・フォー・ビジネス
- セント・ピーターズバーグ・オンライン
- サーフィング・ネット・ウィズ・キッズ
- ハーシーズ・ホームページ
- モトリー・フール
- キャンディ・ブログ - キャドバリー・ミニ（クリーム）エッグについて検証
- サンフランシスコ・クロニクル記事